# Adriano Soldini
Adriano Soldini (Novazzano, 21 maggio 1921 – Lugano, 5 febbraio 1989) è stato uno scrittore e saggista svizzero di lingua italiana.

## Biografia
Figlio di Erminio, insegnante, e di Elisabetta; dopo il collegio dei salesiani a Maroggia e quello di Saint-Michel a Friburgo, studiò letteratura italiana a Friburgo. Nel 1953 sposò Rosanna Bianchi. 
Fu docente di italiano al ginnasio e al liceo di Lugano (1959-71), di cui fu pure direttore (1963-71). Dal 1973 al 1986 diresse la Biblioteca cantonale; a lui si deve l'acquisizione nel 1978 dell'importante archivio personale di Giuseppe Prezzolini. Fu membro della giuria del premio Libera Stampa. 
Autore di prose d'arte con Le strade rosse, che si richiama all'eccellenza del modello di Emilio Cecchi, nell'opera di Soldini si riscontrano echi di Francesco Chiesa, Giovan Battista Angioletti e Piero Bianconi. 
La sua produzione critica e saggistica, rivolta alla letteratura del Ticino e della Lombardia, si rivelò molto attenta alla più ampia realtà culturale italiana con Gli stivali di Ippolito e altri saggi (1962).

## Opere
- Philarete Chasles e i suoi studi italiani, Friburgo (CH), 1945.
- L’adolescenza, la provincia in scrittori italiani contemporanei, Editrice La scuola, Brescia, 1951.
- Le strade rosse, Il Roccolo, Lugano 1951.
- Con Renato Regli e Silvio Sganzini, E quel’aqua in Lumbardia: Antologia poetica dialettale ticinese, Edizioni del "Cantonetto", Lugano, 1957.
- Gli stivali di Ippolito ed altri saggi, Edizioni del "Cantonetto", Lugano, 1962.
- Adriano Soldini (a cura di), Carlo Cattaneo nel primo centenario della morte. Antologia di scritti, Edizioni Casagrande, Bellinzona, 1970.
- Con Virgilio Guidi e Adriano Grandini, Virgilio Guidi: poesie e incisioni, Giulio Topi, Lugano, 1974.
- Alessandro Manzoni 1873–1973. Editore Scuola ticinese, Bellinzona, 1974.
- Bianconi artefice di prosa, Tipografia Pedrazzini, Locarno, 1979.
- Carlo Cotti, Banca dello Stato del Cantone Ticino, Bellinzona, 1984.
- Le silografie di Aldo Patocchi, Cantini, Firenze, 1984.
- Giuseppe Bolzani, Fondazione Arturo e Margherita Lang, Lugano, 1985.
- Con Michele Ferrario, Diana Rüesch, Anna Longoni e Geno Pampaloni, Bibliografia degli scritti di Ennio Flaiano, All’insegna del pesce d’oro, Milano, 1988.
- Con Anita Spinelli, Carlo Bertelli, Angela Regli, Anita Spinelli, Società di Banca Svizzera, Chiasso, 1988.
- Adriano Soldini e Carlo Agliati (a cura di), Luigi Lavizzari, Escursioni nel Canton Ticino, Armando Dadò Editore, Locarno, 1988.